# Бокколи, Бриджитта
Бриджи́тта Бо́кколи (итал. Brigitta Boccoli; род. 5 мая 1972 года, Рим, Италия) — итальянская актриса кино и телевидения.

## Биография
Бриджитта Бокколи родилась в Риме в 1972 году. Она начала свою карьеру на телевидении в шоу Pronto, chi gioca?, где участвовала её старшая сестра Бенедикта.
Работает в телевизионных шоу.
Бриджитта вышла замуж за циркового атлета Стефано Орфея (родился в 1966 году, его отец Мория Орфей), он работает в Реалити Цирке. У них растёт сын Манфреди.

## Фильмография
- 1982: Manhattan Baby, director: Lucio Fulci
- 1985: La ragazza dei lillà, director: Flavio Mogherini
- 1987: Com'è dura l'avventura, director: Flavio Mogherini
- 1991: Nostalgia di un piccolo grande amore, director: Antonio Bonifacio
- 2003: Ангелы Борселлино, director: Rocco Cesareo
- 2006: Olè, director: Carlo Vanzina

## Телевидение
- 1987–1991: Domenica in
- 2000–2001: Ricominciare
- 2001: Una donna per amico, season 3
- 2002: Cuori rubati
- 2004: Don Matteo, season 4, 23RD episode
- 2006: Reality Circus - with Barbara D'Urso - reality show - Canale 5

## Театр
- 1993–1994: Scanzonatissimo, director: Dino Verde
- 1998: Il gufo e la gattina, director: Furio Angiolella
- 1999: L'ultimo Tarzan, director: Sergio Japino
- 1999–2001: Il padre della sposa, director: Sergio Japino
- 2001: Anfitrione, (Plautus), director: Michele Mirabella
- 2002: La schiava, director: Claudio Insegno
- 2002–2003: Uscirò dalla tua vita in taxi, director: Ennio Coltorti
- 2003: Il Paradiso può attendere, director: Anna Lenzi
- 2010: La mia miglior nemica, director: Cinzia Berni

## Дискография
- 1989: Stella (вместе с Бенедиктой Бокколи на фестивале в Сан-Ремо)